# Ennedi Leste
Ennedi Leste (em árabe: إنيدي الشرقية; Innīdī al-Sharqī) é uma das 23 províncias do Chade, sendo Am-Djarass a sua capital.

## Demografia
O recenseamento do Chade de 2009 indicou uma população de 107 302 habitantes para Ennedi Leste. Sua capital Am-Djarass, com 20 850 habitantes, é a cidade mais populosa da província.